# أخناتون في مراكش
أخناتون في مراكش هو فيلم كوميدي مغربي من إخراج وبطولة سعيد الناصري سنة 2019، بالإضافة إلى مشاركة عدد من الممثلين المغاربة والمصريين، من بينهم: طلعت زكريا، سامح يسري، انتصار، وآخرون.
يتناول الفيلم قضية تهريب القطع الأثرية من لدن مافيات دولية.

## القصة
يحكي الفيلم استغلال المافيا لمطرب مشهور ونجم معروف عالميا، لإحياء الحفل الختامي لمهرجان الأغنية العربية أمام جمهور غفير بساحة جامع الفنا بمراكش؛ لكنه سيتعرض لعملية نصب من أحد كبار المهربين، الذي سيستغل نجوميته لتهريب «بردية فرعونية» من زمن الملك أخناتون من أجل تمريرها عبر المغرب إلى أوروبا.
تتواصل الأحداث، ويتعرض الفنان «سامح» للابتزاز من لدن العصابة الدولية، وسيتم اختطاف ابنته الوحيدة، ليقرر الأخير الاستعانة بالعميد «عبده» الذي كان مكلفا بحمايته، ويعيشان مغامرة من أجل استرجاع البردية وإنقاذ الطفلة.

## روابط خارجية
- أخناتون في مراكش على موقع IMDb (الإنجليزية)
- أخناتون في مراكش على موقع ليتربوكسد (الإنجليزية)
- أخناتون في مراكش على موقع كينوبويسك (الروسية)